# György Kmety
György Kmety, född 24 maj 1813 i Felsőpokorágy, död 25 april 1865 i London, var en ungersk revolutionsgeneral. 
Kmety anslöt sig 1848 till ungerska oavhängighetspartiet i dess kamp mot Österrike, förde januari till februari 1849 en division av Artúr Görgeys armé och fick därefter befälet över en självständig division, utgörande yttersta vänstra flygeln av observationskåren bakom Győr, samt ledde från ena sidan stormningen av fästningen i Budapest.
I juni tillintetgjorde han en österrikisk truppstyrka under general Franz Wyss, men blev i slutet av månaden avskuren från Donauarmén och förenade sig då med den under Mór Perczels befäl stående sydarmén. Efter nederlaget vid Világos flydde han till Osmanska riket, där han övergick till islam och bosatte sig i Aleppo.
År 1851 överflyttade Kmety till England, men återvände vid Krimkrigets utbrott, blev befälhavare över en anatolisk fördelning och försvarade tappert Kars mot ryssarna, tills hungersnöden tvingade honom att föra sina trupper till Erzurum (1855). Efter fredens avslutande fick han turkisk pension och titeln Ismail pascha. Han bosatte sig 1861 i London.